# 横倉辰次
横倉 辰次（よこくら たつじ、1904年1月2日-1983年4月23日）は、作家、劇作家、歴史家。
東京日本橋生まれ。築地小劇場、新宿ムーラン・ルージュで座付作者をしたのち、小説を書く。長谷川伸に師事し、新鷹会会員。時代小説を多く書き、のち江戸時代の歴史についても考証的著述をなした。

## 編著書
- 『沼街 戯曲集 他四篇』人文書院 1939
- 『青空街道』同光社 1955
- 『旗本あばれ笠』同光社 1955
- 『青空豪傑』同光社出版 1957
- 『あばれ剣法』同光社 1957
- 『銀座の群狼』榊原書店 1957
- 『やくざ獅子』同光社 1957
- 『江戸の蝙蝠』浪速書房 1958
- 『小町鬼』浪速書房 1958
- 『あばれ隠密』新文芸社 1959
- 『あばれ素浪人』新文芸社 1959
- 『浮世絵三国志』東方社 1959
- 『長脇差剣法』新文芸社 1959
- 『夜霧の中の渡り鳥』朝日書房 1960
- 『長谷川伸小説戯曲作法』編 同成社 1964
- 『浮世絵師秘話 大江戸名匠かたぎ』久保書店 1965
- 『与力・同心・目明しの生活』雄山閣出版 1966
- 『江戸時代舟と航路の歴史』雄山閣出版 1971
- 『集治監悲歌』おりじん書房 1976
- 『銅鑼は鳴る 築地小劇場の思い出』未来社 1976
- 『わが心のムーランルージュ』三一書房 1978
- 『江戸町奉行』雄山閣 江戸時代選書 2003
- 『江戸牢獄・拷問実記』雄山閣 江戸時代選書 2003

## 注
1. ↑  『集治監悲歌』著者紹介
2. ↑  『人物物故大年表』